# Bagnols (Ródano)
Bagnols es una comuna francesa situada en el departamento del Ródano, de la región de Auvernia-Ródano-Alpes.

## Demografía
| 335 | 369 | 438 | 603 | 636 | 701 | 735 | 680 |
| Para los censos de 1962 a 1999 la población legal corresponde a la población sin duplicidades (Fuente: INSEE [Consultar]) |     |     |     |     |     |     |     |